# Signiphora insularis
Signiphora insularis is een vliesvleugelig insect uit de familie Signiphoridae. De wetenschappelijke naam is voor het eerst geldig gepubliceerd in 1933 door Dozier.